# 下面駅
下面駅（ハミョンえき）は朝鮮民主主義人民共和国咸鏡北道慶源郡に位置する朝鮮民主主義人民共和国鉄道省咸北線の駅である。

## 歴史
- 1930年10月1日：開業[1]。

## 隣の駅
朝鮮民主主義人民共和国鉄道省
咸北線
訓戎駅 - 下面駅 - 慶源駅